# Vlasmarkt 56 (Middelburg)
Vlasmarkt 56 in het Zeeuwse Middelburg is een rijksmonument uit 1751. Het is gekenmerkt door een ingezwenkte gepleisterde lijstgevel. Dit pand heeft jarenlang het café-restaurant De Mug gehuisvest, "een monument in caféland". De uitbater ging failliet en sinds 2019 zit hier het Franklin, een boetiekhotel met brasserie en cocktailbar. 